# Elie Aiboy
Elie Aiboy (né le 20 avril 1979 à Jayapura en Indonésie) est un footballeur international indonésien, qui évoluait au poste de milieu de terrain.

## Biographie

### Carrière en sélection
Avec l'équipe d'Indonésie, il joue 48 matchs (pour 8 buts inscrits) entre 2001 et 2012.
Il figure dans le groupe des sélectionnés lors des coupes d'Asie des nations de 2004 et de 2007.
Il est maintenant le gérant du club indonésien de la Ligue 2, la Villa 2000 FC,.

## Palmarès
| Selangor FA - Championnat de Malaisie (1) : - Champion : 2011-2012 (IPL). - Coupe de la Fédération de Malaisie (1) : - Vainqueur : 2005. - Coupe de Malaisie (1) : - Vainqueur : 2005. |  | Semen Padang - Championnat d'Indonésie de deuxième division (1) : - Champion : 2005. - Supercoupe d'Indonésie (1) : - Vainqueur : 2013. |